# Xanthostemon laurinus
Xanthostemon laurinus là một loài thực vật có hoa trong Họ Đào kim nương. Loài này được (Pamp.) Guillaumin miêu tả khoa học đầu tiên năm 1934.